# Фантазия и фуга до минор (Бах-Элгар)
Фантазия и фуга до минор Op. 86 — оркестровая редакция Фантазии и фуги до минор (BWV 537) Иоганна Себастьяна Баха, созданная в 1921—1922 гг. Эдвардом Элгаром.

## История создания
После смерти жены в 1920 году психологическое состояние и творческая активность Элгара тяжело пострадали: он практически исключил себя из музыкальной жизни и почти полностью отказался от работы над новыми произведениями — однако иногда возвращался к давним наброскам и занимался оркестровкой музыки других композиторов. Непосредственным толчком для работы над этим сочинением Баха стала встреча с Рихардом Штраусом, с которым Элгара связывали давние дружеские отношения: два композитора договорились разделить эту работу с тем, чтобы Элгар оркестровал фугу, а Штраус — фантазию. Свою часть работы Элгар завершил 25 апреля 1921 года и отправил сочинение в музыкальное издательство Novello. 27 октября в лондонском Queen’s Hall Фуга до минор Баха-Элгара была впервые исполнена, дирижировал Юджин Гуссенс. В следующем году к Элгару обратился другой дирижёр, Херберт Брюэр, руководитель музыкального Фестиваля трёх хоров, с просьбой написать что-нибудь для исполнения на фестивале. Поскольку от Штрауса не было никаких вестей относительно его работы над оркестровкой фантазии, Элгар решил вернуться к этой работе сам, завершив её в июне 1922 года. Полностью Фантазия и фуга до минор в оркестровке Элгара была впервые исполнена на Фестивале трёх хоров в Глостере 7 сентября 1922 года.
Как отмечал Элгар в письме органисту Айвору Аткинсу (5 июня 1921 года), он «оркестровал фугу Баха на современный лад — для довольно большого оркестра… Было много обработок Баха в изящной манере, и я хотел показать, какого величественного, великолепного и блистательного звучания он мог быть достигнуть, будь в его распоряжении наши выразительные средства»